# Hal Galper
Harold "Hal" Galper (18 april 1938 i Massachusetts, død 18. juli 2025) var en amerikansk jazzpianist, komponist, arrangør og lærer.
Galper kom frem med Stan Getz og Chet Baker og akkompagnerede forskellige sangere på samme tid såsom Anita O´Day etc. 
Han afløste i 1973 George Duke i Cannonball Adderley´s kvintet, til dennes død i 1975. 
Galper spillede og indspillede ligeledes med John Scofield, Tony Williams, Phil Woods, Sam Rivers. 
Han indspillede en snes plader i eget navn, bl.a. med Michael Brecker og Randy Brecker.

## Udvalgt Diskografi

### i eget navn
- Inner Journey
- Reachout
- Children Of The Night
- Agents Of Change
- Rebop
- Now Hear This

### med andre kunstnere
- Live At Fat Tuesday´s – Chet Baker
- Pyramid – Cannonball Adderley
- Rough House – John Scofield
- Birds of a Feather – Phil Woods
- All Birds Children – Phil Woods
- A New Conception – Sam Rivers